# Stade Renard de Melong
Maillots
Actualités
Stade Renard de Melong est un club de football camerounais basé à Melong dans la région du Littoral.

## Histoire
Promu en 2017 en championnat national Elite One, il termine 5e en 2017, 13e en 2018, 6e de la phase finale en 2019, 13e en 2020, et 3e en 2021.

## Palmarès
| Compétitions nationales |
| --- |
| - Coupe du Cameroun (1) : - Vainqueur : 2019. - Supercoupe du Cameroun (1) : - Vainqueur : 2019. - Championnat du Cameroun D2 (1) - Vainqueur : 2016 |